# Liste des Länder d'Allemagne par point culminant
Cette liste recense les points culminants des Länder d'Allemagne.

## Généralités
Le point culminant de l'Allemagne, la Zugspitze (2 962 m d'altitude), est situé en Bavière.
Le point culminant naturel du Land de Brême est situé dans le Friedehorstpark : avec 32 m d'altitude, il s'agit du point culminant le moins élevé de tous les Länder allemands. Toutefois, dans ce Land, la décharge de déchets de Blockland (de) culmine à 49 m d'altitude.
À Berlin, l'Arkenberge (de) culmine à 122 m. Il s'agit d'une colline artificielle : le point culminant naturel de la capitale allemande est le Große Müggelberg, à 115 m. La colline artificielle du Teufelsberg, à 120 m, est parfois considérée comme le point culminant de la ville.
Avec 201 m d'altitude, le Kutschenberg est le plus haut sommet du Brandebourg. Cependant, le point culminant du Land est situé sur le flanc du Heidehöhe (de), dont le sommet est situé à quelques mètres de la frontière avec le Land voisin de Saxe.
Le Friedehorstpark de Brême est le seul point culminant de Land qui ne soit pas marqué par une croix ou une borne sommitale. Le sommet du Großer Beerberg est situé dans la réserve de biosphère de la forêt de Thuringe et n'est pas accessible au public. Une plateforme d'observation, située sous le sommet, est toutefois accessible.

## Liste
| Land                               | Point culminant | Altitude (m) | Coordonnées                       | Image                                                                             |
| ---------------------------------- | --------------- | ------------ | --------------------------------- | --------------------------------------------------------------------------------- |
| Bade-Wurtemberg                    | Feldberg        | 1 493        | 47° 52′ 25″ nord, 8° 00′ 14″ est  | Feldberg                                                                          |
| Basse-Saxe                         | Wurmberg        | 971          | 51° 45′ 24″ nord, 10° 37′ 08″ est | Wurmberg                                                                          |
| Bavière                            | Zugspitze       | 2 962        | 47° 25′ 16″ nord, 10° 59′ 11″ est | West side of the Zugspitze                                                        |
| Berlin                             | Arkenberge (de) | 122          | 52° 38′ 24″ nord, 13° 24′ 28″ est | Arkenberge                                                                        |
| Brandebourg                        | Heidehöhe (de)  | 201          | 51° 22′ 57″ nord, 13° 34′ 27″ est | Heidehöhe                                                                         |
| Brême                              | Friedehorstpark | 32           | 53° 10′ 39″ nord, 8° 40′ 24″ est  | Friedehorst Park                                                                  |
| Hambourg                           | Hasselbrack     | 116          | 53° 25′ 49″ nord, 9° 51′ 50″ est  | Hasselbrack                                                                       |
| Hesse                              | Wasserkuppe     | 950          | 50° 29′ 53″ nord, 9° 56′ 16″ est  | Wasserkuppe                                                                       |
| Mecklembourg-Poméranie-Occidentale | Helpter Berge   | 179          | 53° 29′ 21″ nord, 13° 36′ 53″ est | Helpter Berge                                                                     |
| Rhénanie-du-Nord-Westphalie        | Langenberg      | 843          | 51° 16′ 35″ nord, 8° 33′ 30″ est  | Langenberg                                                                        |
| Rhénanie-Palatinat                 | Erbeskopf       | 816          | 49° 43′ 46″ nord, 7° 05′ 20″ est  | Erbeskopf                                                                         |
| Sarre                              | Dollberg        | 695          | 49° 37′ 47″ nord, 7° 00′ 52″ est  | Dollberg                                                                          |
| Saxe                               | Fichtelberg     | 1 215        | 50° 25′ 46″ nord, 12° 57′ 15″ est | Vue panoramique depuis le Hoher Stein, en République tchèque, sur le Fichtelberg. |
| Saxe-Anhalt                        | Brocken         | 1 141        | 51° 47′ 57″ nord, 10° 36′ 56″ est | The Brocken seen from Torfhaus                                                    |
| Schleswig-Holstein                 | Bungsberg       | 167          | 54° 12′ 39″ nord, 10° 43′ 26″ est | Borne sommitale sur le Bungsberg.                                                 |
| Thuringe                           | Großer Beerberg | 983          | 50° 39′ 34″ nord, 10° 44′ 46″ est | Großer Beerberg                                                                   |